# Elizabeth Laird
Elizabeth Laird (* 21. Oktober 1943 in Wellington, Neuseeland) ist eine englische Schriftstellerin.

## Leben
Laird, die schottische Vorfahren hat, kam 1945 als Kind nach England, zog nach Beendigung ihrer Ausbildung zunächst nach Malaysia, dann zum Studium nach Bristol (Bachelor of Arts, 1966), dann nach Äthiopien. Dort arbeitete sie als Englischlehrerin. 1972 machte sie ihren Master of Arts in Literature an der Edinburgh University.
Weitere Lebensstationen waren, nachdem sie ihren künftigen Ehemann David Mc Dowell kennengelernt hatte, Indien und der Irak, aus dem sie während des Bürgerkriegs nach Wien evakuiert wurde. 1979 zog das Ehepaar mit seinen zwei Söhnen nach Richmond, wo beide Partner noch heute leben und schreiben.
Elizabeth Laird hat über zwanzig Kinder- und Jugendbücher veröffentlicht. Oft handeln die Werke von den Schicksalen englischer Familien, doch auch ihre Auslandserfahrungen hat Elizabeth Laird verarbeitet, so etwa in Kiss the Dust. Die Handlung dieses Buches ist im Iran und im Irak angesiedelt. Es erhielt 1992 den Children’s Books Award und wurde auch mit dem Dutch Royal Geographical Society Glass Globe Award ausgezeichnet.
Viele ihrer Bücher wurden auch ins Deutsche übersetzt.